# César/Beste Filmmusik

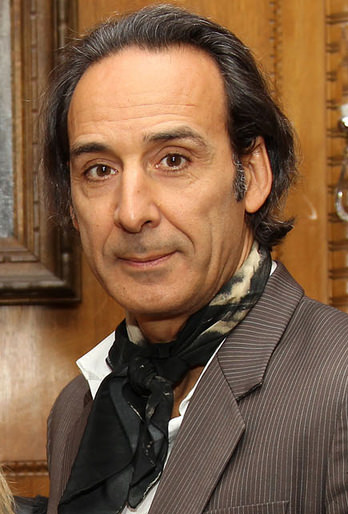
Alexandre Desplat, dreifacher César-Preisträger

Der César in der Kategorie Bester Filmmusik (Meilleure musique écrite pour un film) wird seit 1976 verliehen. Die Mitglieder der Académie des Arts et Techniques du Cinéma vergeben ihre Auszeichnungen für die besten Filmproduktionen und Filmschaffenden rückwirkend für das vergangene Kinojahr.
| Statistik                          | Name              | Anzahl | Jahr                                                                      |
| ---------------------------------- | ----------------- | ------ | ------------------------------------------------------------------------- |
| Häufigste Auszeichnungen           | Bruno Coulais     | 3      | 1997, 2000, 2005                                                          |
| Häufigste Auszeichnungen           | Georges Delerue   | 3      | 1979, 1980, 1981                                                          |
| Häufigste Auszeichnungen           | Alexandre Desplat | 3      | 2006, 2011, 2013                                                          |
| Häufigste Auszeichnungen           | Michel Portal     | 3      | 1983, 1985, 1988                                                          |
| Häufigste Nominierungen (* = Sieg) | Alexandre Desplat | 12     | 1997, 2002, 2006*, 2008, 2010, 2011*, 2013*, 2014, 2019, 2020, 2023, 2025 |
| Häufigste Nominierungen (* = Sieg) | Philippe Sarde    | 11     | 1977*, 1977, 1978, 1979, 1980, 1982, 1988, 1995, 1996, 1998, 2011         |
| Häufigste Nominierungen ohne Sieg  | Antoine Duhamel   | 5      | 1976, 1979, 1981, 1997, 2003                                              |

Die unten aufgeführten Filme werden mit ihrem deutschen Verleihtitel (sofern vorhanden) angegeben, danach folgt in Klammern in kursiver Schrift der französische Originaltitel. Die Nennung des französischen Originaltitels entfällt, wenn deutscher und französischer Filmtitel identisch sind. Die Gewinner stehen hervorgehoben an erster Stelle.

## 1970er-Jahre
1976
François de Roubaix – Das alte Gewehr (Le vieux fusil)
- Carlos D’Alessio – India Song
- Antoine Duhamel und Philippe d’Orléans – Wenn das Fest beginnt … (Que la fête commence …)
- Paul de Senneville und Olivier Toussaint – Un linceul n’a pas de poches

1977
Philippe Sarde – Barocco
- Georges Delerue – Der große Angeber (Le grand escogriffe)
- Georges Delerue – Police Python 357 (Police python 357)
- Serge Gainsbourg – Je t’aime (Je t’aime moi non plus)
- Philippe Sarde – Der Richter und der Mörder (Le juge et l’assassin)
- Mort Shuman – Her mit den kleinen Engländerinnen (A nous, les petites Anglaises!)

1978
Miklós Rózsa – Providence
- Vladimir Cosma – Ein irrer Typ (L’animal)
- Francis Lai – Bilitis
- Philippe Sarde – Der Haudegen (Le crabe-tambour)

1979
Georges Delerue – Frau zu verschenken (Préparez vos mouchoirs)
- Antoine Duhamel – Roland – Die Horden des eisernen Ritters (La chanson de Roland)
- Pierre Jansen – Violette Nozière
- Philippe Sarde – Eine einfache Geschichte (Une histoire simple)

## 1980er-Jahre
1980
Georges Delerue – Liebe auf der Flucht (L’amour en fuite)
- Vladimir Cosma – Die Aussteigerin (La dérobade)
- Ennio Morricone – I wie Ikarus (I comme Icare)
- Philippe Sarde – Tess

1981
Georges Delerue – Die letzte Metro (Le dernier métro)
- Antoine Duhamel – Death Watch – Der gekaufte Tod (La mort en direct)
- Serge Gainsbourg – Die Männer, die ich liebte (Je vous aime)
- Michel Legrand – Atlantic City, USA

1982
Vladimir Cosma – Diva
- Francis Lai und Michel Legrand – Ein jeglicher wird seinen Lohn empfangen … (Les uns et les autres)
- Ennio Morricone – Der Profi (Le professionnel)
- Philippe Sarde – Am Anfang war das Feuer (La guerre du feu)

1983
Michel Portal – Die Wiederkehr des Martin Guerre (Le retour de Martin Guerre)
- Michel Colombier – Ein Zimmer in der Stadt (Une chambre en ville)
- Vladimir Cosma – La Boum 2 – Die Fete geht weiter (La boum 2)
- Georges Delerue – Die Spaziergängerin von Sans-Souci (La passante du Sans-Souci)

1984
Vladimir Cosma – Le Bal – Der Tanzpalast (Le bal)
- Charlélie Couture – Am Rande der Nacht (Tchao pantin)
- Georges Delerue – Ein mörderischer Sommer (L’été meurtrier)
- Serge Gainsbourg – Équateur

1985
Michel Portal – Les cavaliers de l’orage
- Hans Werner Henze – Liebe bis in den Tod (L’amour à mort)
- Bernard Lavilliers – Rue Barbare (Rue barbare)
- Michel Legrand – Duett zu dritt (Paroles et musique)

1986
Astor Piazzolla und José Luis Castiñeira de Dios – Tangos (Tangos, l’exil de Gardel)
- Claude Bolling – Mörderischer Engel (On ne meurt que deux fois)
- Michel Portal – Bras de fer
- Éric Serra – Subway

1987
Herbie Hancock – Um Mitternacht (Autour de minuit)
- Serge Gainsbourg – Abendanzug (Tenue de soirée)
- Jean-Claude Petit – Jean de Florette
- Gabriel Yared – Betty Blue – 37,2 Grad am Morgen (37° 2 le matin)

1988
Michel Portal – Champ d’honneur
- Philippe Sarde – Die Unschuldigen (Les innocents)
- Gabriel Yared – Agent Trouble – Mord aus Versehen (Agent trouble)

1989
Éric Serra – Im Rausch der Tiefe (Le grand bleu)
- Francis Lai – Der Löwe (Itinéraire d’un enfant gâté)
- Gabriel Yared – Camille Claudel

## 1990er-Jahre
1990
Oswald d’Andrea – Das Leben und nichts anderes (La vie et rien d’autre)
- Michael Nyman – Die Verlobung des Monsieur Hire (Monsieur Hire)
- Gérard Torikian – Eine Welt ohne Mitleid (Un monde sans pitié)

1991
Jean-Claude Petit – Cyrano von Bergerac (Cyrano de Bergerac)
- Vladimir Cosma – Der Ruhm meines Vaters (La gloire de mon père)
- Vladimir Cosma – Das Schloß meiner Mutter (Le château de ma mère)
- Éric Serra – Nikita

1992
Jordi Savall – Die siebente Saite (Tous les matins du monde)
- Carlos D’Alessio – Delicatessen
- Jean-Claude Petit – Mayrig – Heimat in der Fremde (Mayrig)
- Zbigniew Preisner – Die zwei Leben der Veronika (La double vie de Véronique)

1993
Gabriel Yared – Der Liebhaber (L’amant)
- René-Marc Bini – Wilde Nächte (Les nuits fauves)
- Georges Delerue – Diên Biên Phú – Symphonie des Untergangs (Diên Biên Phu)
- Patrick Doyle – Indochine

1994
Khaled Barkat – Eins, zwei, drei, Sonne (Un deux trois soleil)
- Éric Lévi – Die Besucher (Les visiteurs)
- Zbigniew Preisner – Drei Farben: Blau (Trois couleurs: Bleu)
- Jean-Louis Roques – Germinal

1995
Zbigniew Preisner – Drei Farben: Rot (Trois couleurs: Rouge)
- Goran Bregović – Die Bartholomäusnacht (La reine Margot)
- Éric Serra – Léon – Der Profi (Léon)
- Philippe Sarde – D’Artagnans Tochter (La fille de d’Artagnan)

1996
Michel Colombier und Zbigniew Preisner – Elisa (Élisa)
- Angelo Badalamenti – Die Stadt der verlorenen Kinder (La cité des enfants perdus)
- Philippe Sarde – Nelly & Monsieur Arnaud (Nelly et Mr Arnaud)
- Jean-Claude Petit – Der Husar auf dem Dach (Le hussard sur le toit)

1997
Bruno Coulais – Mikrokosmos – Das Volk der Gräser (Microcosmos, le peuple de l’herbe)
- René-Marc Bini – Launen eines Flusses (Les caprices d’un fleuve)
- Alexandre Desplat – Das Leben: Eine Lüge (Un héros très discret)
- Antoine Duhamel – Ridicule – Von der Lächerlichkeit des Scheins (Ridicule)

1998
Bernardo Sandoval – Western
- Bruno Fontaine – Das Leben ist ein Chanson (On connaît la chanson)
- Philippe Sarde – Duell der Degen (Le bossu)
- Jordi Savall – Marquise – Gefährliche Intrige (Marquise)
- Éric Serra – Das fünfte Element (The Fifth Element)

1999
Tony Gatlif – Gadjo Dilo – Geliebter Fremder (Gadjo dilo)
- IAM – Taxi
- Francis Lai und Claude Bolling – Begegnung in Venedig (Hasards ou coïncidences)
- Philippe Miller – Jeanne et le garçon formidable

## 2000er-Jahre
2000
Bruno Coulais – Himalaya – Die Kindheit eines Karawanenführers (Himalaya – l’enfance d’un chef)
- Pierre Bachelet – Ein Sommer auf dem Lande (Les enfants du marais)
- Patrick Doyle – Est-Ouest – Eine Liebe in Russland (Est-Ouest)
- Éric Serra – Johanna von Orleans (The Messenger: The Story of Joan of Arc)

2001
Tomatito, Sheikh Ahmad Al Tuni, La Caita und Tony Gatlif – Vengo
- John Cale – Die Schule der verlorenen Mädchen (Saint-Cyr)
- Bruno Coulais – Die purpurnen Flüsse (Les Rivières Pourpres)
- David Whitaker – Harry meint es gut mit dir (Harry, un ami qui vous veut du bien)

2002
Yann Tiersen – Die fabelhafte Welt der Amélie (Le fabuleux destin d’Amélie Poulain)
- Alexandre Desplat – Lippenbekenntnisse (Sur mes lèvres)
- Bruno Coulais – Nomaden der Lüfte – Das Geheimnis der Zugvögel (Le peuple migrateur)
- Joseph LoDuca – Pakt der Wölfe (Le pacte des loups)

2003
Wojciech Kilar – Der Pianist (The Pianist)
- Armand Amar – Der Stellvertreter (Amen)
- Antoine Duhamel – Der Passierschein (Laissez-passer)
- Krishna Levy – 8 Frauen (8 femmes)

2004
Benoît Charest – Das große Rennen von Belleville (Les triplettes de Belleville)
- Stephan Eicher – Monsieur N.
- Bruno Fontaine – Nicht auf den Mund (Pas sur la bouche)
- Gabriel Yared – Bon Voyage

2005
Bruno Coulais – Die Kinder des Monsieur Mathieu (Les choristes)
- Angelo Badalamenti – Mathilde – Eine große Liebe (Un long dimanche de fiançailles)
- Tony Gatlif und Delphine Mantoulet – Exil (Exils)
- Nicola Piovani – Die Frau des Leuchtturmwärters (L’equipier)

2006
Alexandre Desplat – Der wilde Schlag meines Herzens (De battre mon cœur s’est arrêté)
- Armand Amar – Geh und lebe (Va, vis et deviens)
- Philippe Rombi – Merry Christmas (Joyeux Noël)
- Émilie Simon – Die Reise der Pinguine (La marche de l’empereur)

2007
Matthieu Chedid – Kein Sterbenswort (Ne le dis à personne)
- Armand Amar – Tage des Ruhms (Indigènes)
- Jérôme Lemonnier – Das Mädchen, das die Seiten umblättert (La tourneuse de pages)
- Mark Snow – Herzen (Cœurs)
- Gabriel Yared – Azur und Asmar (Azur et Asmar)

2008
Alex Beaupain – Chanson der Liebe (Les chansons d’amour)
- Olivier Bernet – Persepolis (Persépolis)
- Alexandre Desplat – Der Feind in den eigenen Reihen – Intimate Enemies (Ennemi intime)
- Zbigniew Preisner – Ein Geheimnis (Un secret)
- Archie Shepp – Faut que ça danse!

2009
Michael Galasso – Séraphine
- Jean-Louis Aubert – So viele Jahre liebe ich dich (Il y a longtemps que je t’aime)
- Marco Beltrami und Marcus Trumpp – Public Enemy No. 1 – Mordinstinkt (Mesrine: L’instinct de mort) und Public Enemy No. 1 – Todestrieb (Mesrine: L’ennemi public n°1)
- Sinclair – C’est la vie – So sind wir, so ist das Leben (Le premier jour du reste de ta vie)
- Reinhardt Wagner – Paris, Paris – Monsieur Pigoil auf dem Weg zum Glück (Faubourg 36)

## 2010er-Jahre
2010
Armand Amar – Das Konzert (Le concert)
- Alex Beaupain – Non ma fille, tu n’iras pas danser
- Alexandre Desplat – Ein Prophet (Un prophète)
- Cliff Martinez – Der Retter (À l’origine)
- Nicola Piovani – Welcome

2011
Alexandre Desplat – Der Ghostwriter (The Ghost Writer)
- Bruno Coulais – Unsere Ozeane (Océans)
- Grégoire Hetzel – The Tree (L’arbre)
- Delphine Montoulet und Tony Gatlif – Liberté
- Yarol Poupaud – Bus Palladium
- Philippe Sarde – Die Prinzessin von Montpensier (La princesse de Montpensier)

2012
Ludovic Bource – The Artist
- Alex Beaupain – Die Liebenden – von der Last, glücklich zu sein (Les bien-aimés)
- Bertrand Bonello – Haus der Sünde (L’apollonide (Souvenirs de la maison close))
- Matthieu Chedid und Patrice Renson – Ein Monster in Paris (Un monstre à Paris)
- Philippe Schoeller – Der Aufsteiger (L’exercice de l’état)

2013
Alexandre Desplat – Der Geschmack von Rost und Knochen (De rouille et d’os)
- Bruno Coulais – Leb wohl, meine Königin! (Les adieux à la reine)
- Rob und Emmanuel d’Orlando – Mademoiselle Populaire (Populaire)
- Philippe Rombi – In ihrem Haus (Dans la maison)
- Gaëtan Roussel und Joseph Dahan – Camille – Verliebt nochmal! (Camille redouble)

2014
Martin Wheeler – Michael Kohlhaas
- Jorge Arriagada – Molière auf dem Fahrrad (Alceste à bicyclette)
- Étienne Charry – Der Schaum der Tage (L’écume des jours)
- Alexandre Desplat – Venus im Pelz (La vénus à la fourrure)
- Loïc Dury und Christophe Minck – Beziehungsweise New York (Casse-tête chinois)

2015
Amine Bouhafa – Timbuktu
- Lionel Flairs, Benoît Rault, Philippe Deshaies – Liebe auf den ersten Schlag (Les combattants)
- Ibrahim Maalouf – Yves Saint Laurent
- Para One – Mädchenbande (Bande de filles)
- Béatrice Thiriet – Bird People

2016
Warren Ellis – Mustang
- Raphaël – Les cowboys
- Grégoire Hetzel – Meine goldenen Tage (Trois souvenirs de ma jeunesse)
- Ennio Morricone – En mai, fais ce qu’il te plaît
- Stephen Warbeck – Mein ein, mein alles (Mon roi)

2017
Ibrahim Maalouf – Dans les forêts de Sibérie
- Anne Dudley – Elle
- Sophie Hunger – Mein Leben als Zucchini (Ma vie de Courgette)
- Philippe Rombi – Frantz
- Gabriel Yared – Monsieur Chocolat (Chocolat)

2018
Arnaud Rebotini – 120 BPM (120 battements par minute)
- Matthieu Chedid – Augenblicke: Gesichter einer Reise (Visages, villages)
- Christophe Julien – Au revoir là-haut
- Myd – Bloody Milk (Petit paysan)
- Jim Williams – Raw (Grave)

2019
Vincent Blanchard und Romain Greffe – Guy
- Camille Bazbaz – Lieber Antoine als gar keinen Ärger (En liberté!)
- Alexandre Desplat – The Sisters Brothers
- Grégoire Hetzel – An Impossible Love (Un amour impossible)
- Pascal Sangla – In sicheren Händen (Pupille)
- Anton Sanko – Mein Leben mit Amanda (Amanda)

## 2020er-Jahre
2020
Dan Levy – Ich habe meinen Körper verloren (J’ai perdu mon corps)
- Fatima Al Qadiri – Atlantique
- Alexandre Desplat – Intrige (J’accuse)
- Marco Casanova und Kim Chapiron – Die Wütenden – Les Misérables (Les misérables)
- Grégoire Hetzel – Im Schatten von Roubaix (Roubaix, une lumière)

2021
Rone – La nuit venue
- Matheï Bratescot – Mein Liebhaber, der Esel & Ich (Antoinette dans les Cévennes)
- Jean-Benoît Dunckel – Sommer 85 (Été 85)
- Christophe Julien – Was dein Herz dir sagt – Adieu ihr Idioten! (Adieu les cons)
- Stephen Warbeck – DNA (ADN)

2022
Ron und Russell Mael – Annette
- Guillaume Roussel – Bac Nord – Bollwerk gegen das Verbrechen (BAC Nord)
- Philippe Rombi – Black Box – Gefährliche Wahrheit (Boîte noire)
- Rone – Wo in Paris die Sonne aufgeht (Les Olympiades)
- Warren Ellis und Nick Cave – Der Schneeleopard (La panthère des neiges)

2023
Irène Drésel – Julie – Eine Frau gibt nicht auf (À plein temps)
- Alexandre Desplat – Final Cut of the Dead (Coupez!)
- Grégoire Hetzel – Verkehrte Welt (L’innocent)
- Olivier Marguerit – In der Nacht des 12. (La nuit du 12)
- Anton Sanko – Passagiere der Nacht (Les passagers de la nuit)
- Marc Verdaguer und Joe Robinson – Pacifiction (Pacifiction: Tourment sur les îles)

2024
Andrea Laszlo De Simone – Animalia (Le règne animal)
- Delphine Malausséna – Schrottplatzköter (Chien de la casse)
- Guillaume Roussel  – Die drei Musketiere – D’Artagnan (Les Trois Mousquetaires: D’Artagnan) und Die drei Musketiere – Milady (Les Trois Mousquetaires: Milady)
- Vitalic – Disco Boy
- Gabriel Yared – L’amour et les forêts

2025
Camille und Clément Ducol – Emilia Pérez
- Jon Brion – L’amour ouf
- Charlie Courvoisier und Linda Courvoisier – Könige des Sommers (Vingt Dieux)
- Alexandre Desplat – Das kostbarste aller Güter (La plus précieuse des marchandises)
- Jérôme Rebotier – Der Graf von Monte Christo (Le Comte de Monte-Cristo)